# Pic de l' Albeille
Pic de l' Albeille är ett berg i Andorra, på gränsen till Frankrike. Den ligger i parroquian Andorra la Vella, i den nordvästra delen av landet. Toppen är på 2788 meter över havet.
I trakten runt Pic de l' Albeille förekommer i huvudsak kala bergstoppar och gräsmarker.